# Cherokee County, Georgia
Cherokee County är ett administrativt område i delstaten Georgia, USA, med 214 346 invånare. Den administrativa huvudorten (county seat) är Canton. 

## Geografi
Enligt United States Census Bureau har countyt en total area på 1 124 km². 1 097 km² av den arean är land och 27 km² är vatten.

### Angränsande countyn
- Pickens County - nord
- Dawson County - nordost
- Forsyth County - öst
- Fulton County - sydost
- Cobb County - syd
- Bartow County - väst
- Gordon County - nordväst